# Chudiaky
Chudiaky (ukr. Худяки) – wieś na Ukrainie, w obwodzie czerkaskim, w rejonie czerkaskim, w hromadzie Łeśky. W 2024 liczyła 2451 mieszkańców.